# RMS Scotia
«RMS Scotia» — британский пассажирский лайнер, судоходной компании «Кунард Лайн». Был построен и введён в эксплуатацию в 1862 году. Во время первого рейса, получил приз «Голубая лента Атлантики», отобрав её у сестринского судна, «RMS Persia». Последний океанский пассажирский пароход с гребными колесами.

## История
Киль нового лайнера был заложен в 1860 году. В 1862 году, «Шотландия» была благополучно спущена на воду и прошла ходовые испытания. В конце того же года, получила приз «Голубая лента Атлантики». Пароход являлся крупнейшим и самым быстроходным судном Cunard Line, но недостатком был высокий расход угля, который составлял 164 тонны в сутки. Более новые суда компании, такие как RMS "Bothnia" и "Scythia", оснащенные гребными винтами, потребляли угля в два раза меньше. В 1876 году пароход был выставлен на продажу, после чего был оснащен гребными винтами и переоборудован в кабелеукладчик.  В этой роли судно служило до 1904 года, когда оно разломилось на две части и затонуло около острова Гуам, где останки судна находятся до сих пор.

## В популярной культуре
В романе "Двадцать тысяч лье под водой" пароход сталкивается с "Наутилусом", который шел на небольшой глубине. После этого начинается охота за подводным кораблем. 